# Tarits Tibor
Tarits Tibor (Budapest, 1905 – 1945) sportlövő-világbajnok.

## Élete
A Fővárosi Elektromos Művek tisztviselője volt.
A Budapesti Polgári Lövész Egylet, majd az Elektromos Torna Egylet versenyzőjeként 6 egyéni és 41 országos csapatbajnokságot nyert 1931 és 1942 között. A római világbajnokságon 1935-ben tagja volt a 60 lövéses hadipuskában világbajnokságot nyert csapatnak, egyéniben negyedik lett. Ugyancsak 4. helyezett a helsinki világbajnokságon 1937-ben; 6. helyezett a hadipuska fekvő egyéni és csapatversenyben a lwówi világbajnokságon 1931-ben, a kisöbű sportpuska fekvő csapatversenyben a római világbajnokságon 1935-ben, a kisöbű sportpuska álló csapatversenyben a helsinki világbajnokságon (1936), a hadipuska összetett és álló csapatversenyben nyolcszor szerepelt a válogatottban.